# Домбрувка-Мальборська
Домбрувка-Мальборська (пол. Dąbrówka Malborska) — село в Польщі, у гміні Старий Тарґ Штумського повіту Поморського воєводства.
Населення — 419 осіб (2011).
У 1975-1998 роках село належало до Ельблонзького воєводства.

## Демографія
Демографічна структура станом на 31 березня 2011 року:
|          | Загалом | Допрацездатний вік | Працездатний вік | Постпрацездатний вік |
| -------- | ------- | ------------------ | ---------------- | -------------------- |
| Чоловіки | 213     | 56                 | 139              | 18                   |
| Жінки    | 206     | 45                 | 130              | 31                   |
| Разом    | 419     | 101                | 269              | 49                   |